# Pirates (film pornographique)
Cet article concerne les films pornographiques. Pour le film de Roman Polanski, voir Pirates (film, 1986).
Pour les articles homonymes, voir Pirates (film).
 Pour plus de détails, voir Fiche technique et Distribution
Pirates est un film pornographique américain sorti en septembre 2005, coproduit par les studios Digital Playground et par Adam et Ève. Le film a été réalisé par Joone, réalisateur récompensé à maintes reprises.
Pirates a fait l'objet d'une suite, sortie en 2008 et intitulée Pirates 2 : La Vengeance de Stagnetti.

## Synopsis
Alors qu'il affronte des pirates, le capitaine Edward Reynolds repêche une femme, Isabella, jetée à l'eau depuis le bateau ennemi. Le capitaine des pirates, Victor Stagnetti, est alors à la recherche d'un trésor grâce à une carte qu'il a en sa possession. Cependant, la carte finit par tomber aux mains de Reynolds. Il s'ensuit alors une course entre les deux capitaines. Arrivés sur l'île où est enfoui le trésor, ils doivent affronter les squelettes qui le défendent. Le capitaine Edward Reynolds et ses acolytes arriveront à leurs fins en découvrant le trésor. 
C'est une parodie X du film Pirates des Caraïbes : La Malédiction du Black Pearl. 
Ce film à gros budget est particulièrement soigné pour un film X : effets spéciaux, un véritable script, des costumes d'époque, une bande son de qualité, tournage en haute définition en Californie et en Floride, etc. Il s'agit de la plus grosse production épique de l'histoire du cinéma pour adulte.  
Parmi les dix scènes porno, on peut y voir la première scène lesbienne de Jesse Jane qu'elle effectue avec Janine Lindemulder et Carmen Luvana.

## Récompenses
Nommé 39 fois aux AVN awards de l'année 2006 et récompensé 11 fois, c'est le film le plus couronné depuis la création de cette cérémonie en 1984.
- meilleur film
- meilleur DVD
- meilleur réalisateur (vidéo)
- meilleur acteur
- meilleure actrice (vidéo)
- meilleur second rôle masculin (vidéo)
- meilleure production en haute définition
- meilleure bande originale
- meilleurs effets spéciaux
- meilleure scène qu'avec des femmes (vidéo)
- meilleure campagne publicitaire sur Internet
- meilleure scène anale

## Fiche technique
- Titre : Pirates
- Réalisation : Max Massimo
- Scénario : Joone, Max Massimo
- Photographie : Joone
- Production : Samantha Lewis, Joone
- Société de production : Digital Playground
- Budget : 1 000 000 $
- Pays de production :  États-Unis
- Langue originale : anglais
- Genre : pornographie
- Durée : 129 minutes
- Date de sortie : 26 septembre 2009
- Film pour adultes

## Distribution
- Jesse Jane : Jules
- Devon : Madelyn, une prostituée
- Teagan Presley : Christina, une prostituée
- Jenaveve Jolie : une femme
- Carmen Luvana : Isabella
- Janine Lindemulder : Serena
- Austyn Moore : Angelina, une prostituée
- Evan Stone : Le capitaine Edward Reynolds
- Steven St. Croix : Marco, un ex de Jules
- Tommy Gunn : Le pirate Victor Stagnetti
- Kris Slater : Manuel Valenzuela

## Scènes
- Scene 1. Carmen Luvana, Kris Slater
- Scene 2. Jesse Jane, Scott Nails
- Scene 3. Devon, Evan Stone, Teagan Presley
- Scene 4. Jesse Jane, Steven St. Croix
- Scene 5. Carmen Luvana, Jenaveve Jolie
- Scene 6. Austyn Moore, Evan Stone
- Scene 7. Janine, Tommy Gunn
- Scene 8. Carmen Luvana, Jesse Jane
- Scene 9. Carmen Luvana, Kris Slater
- Scene 10. Janine, Jesse Jane